# 4126 Mashu
4126 Mashu è un asteroide della fascia principale. Scoperto nel 1988, presenta un'orbita caratterizzata da un semiasse maggiore pari a 3,2202326 UA e da un'eccentricità di 0,1328937, inclinata di 3,17067° rispetto all'eclittica.